# Mont Belle Fontaine
Pour les articles homonymes, voir Belle Fontaine.
Le mont Belle Fontaine, culminant à 1 151 m d'altitude, est le plus haut sommet de la réserve faunique des Laurentides.

## Toponymie
Le sommet doit son nom au lac Belle Fontaine situé à l'ouest.

## Géographie

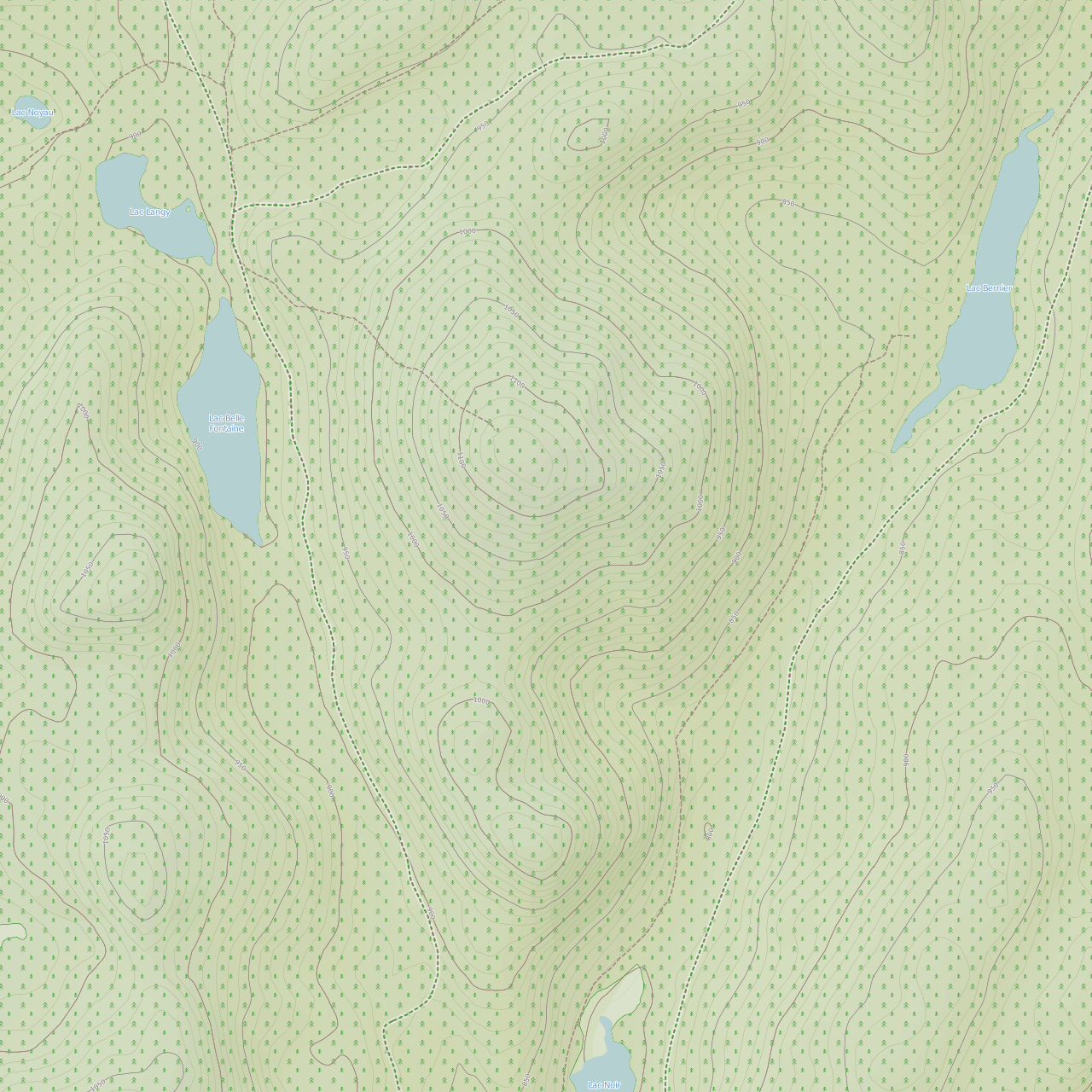
Carte topographique de la montagne.

Le mont Belle Fontaine est, en ligne droite, à 5 km à l'est de la route 175 et à 20 km au sud de L'Étape.
C'est le point culminant du massif du Lac Jacques-Cartier et le deuxième sommet de la chaîne de montagne des Laurentides, après le mont Raoul-Blanchard (1 166 m).